# Dan Constantin Mihăilescu
Dan Constantin Mihăilescu (n. 13 ianuarie 1938, Buzău - d. 10 martie 2021, Ploiești) a fost un călăreț român, campion național și internațional de călărie între anii 1954-1971.

## Biografie
Dan Constantin Mihăilescu s-a născut pe 13 ianuarie 1938, în orașul Buzău, reprezentant al celei de-a cincea generații de călăreți români, fiul lui Petru Alecu Mihăilescu și al Steluței, născută Ionescu.  De la vârsta de trei ani a fost crescut de  Constantin Apostol, locotenent-colonel, component al echipei de echitație a României, al doilea soț al mamei sale după divorțul acesteia de Petre Mihăilescu. A urmat cele 7 clase elementare, la Școala nr. 2 de băieți din orașul natal (azi nr. 1 „Aviator Mircea T. Bădulescu”),  pe care le-a absolvit în 1952. A urmat apoi Școala Tehnică de Chimie din București care după doi ani s-a desființat, iar el a refuzat să se înscrie la o școală profesională. 
Din cauza părinților nu a putut să urmeze școala și totuși cu ajutorul unor relații influente, în anul 1953 a dat examen de admitere la școala Medie Tehnică de Chimie din București, str. Batiștei. După circa 2 ani, școlile medii tehnice au fost desființate și a fost obligat sa se ducă la școala profesională, unde a refuzat datorită faptului că se apucase de sport de performanță.
În anul 1954, pe 15 Ianuarie, a fost selecționat la lotul de tineret al țării pentru a învăța tainele echitației, la manejul armatei "C.C.A." din București, Calea Plevnei azi Steaua.
În anul 1959 și 1960 a satisfăcut stagiul militar. Din cauza situației familiale fiind repartizat la D.G.S.M. (la muncă), cu toate că era sportiv de performanță și campion național fiind solicitat cu scrisori de recomandare de către cluburile "Steaua" și "Dinamo".
În anul 1961, după lăsarea la vatră, a fost solicitat de către antrenorul echipei de călărie "Petrolul" Ploiești.
A intrat în serviciu la Rafinăria Brazi Ploiești, unde făcuse o școală de specializare în surse radioactive I.F.A., în același timp și Liceul Teoretic.
În anul 1971, tot din cauza situației familiale i s-a oprit pașaportul și cu această ocazie lăsându-se definitiv de sport, după 17 ani, cu toate că era în Lotul României, conform ziarelor atașate la "Cartea de Aur".
Între ani 1986 - 1989 a fost plecat cu serviciul în URSS, în deșertul Karakum.
În anul 1990, la vârsta de 52 de ani, a ieșit la pensie din Combinatul Petrochimic Brazi Ploiești.